# Estadio Israel Barrios
Estadio Israel Barrios – stadion piłkarski w gwatemalskim mieście Coatepeque, w departamencie Quetzaltenango. Obiekt może pomieścić 20 000 widzów, a swoje mecze rozgrywa na nim drużyna Coatepeque FC.
Stadion powstał jako prywatna inicjatywa lokalnego przedsiębiorcy, filantropa i entuzjasty piłki nożnej Israela Barriosa. By pokryć koszty budowy, wynoszące 25 milionów quetzali (około 12 mln złotych), Barrios oszczędzał przez dziesięć lat. Inauguracja obiektu, który nosi jego imię, miała miejsce 30 stycznia 2011.
Jest drugim największym stadionem w Gwatemali (po narodowej arenie Estadio Doroteo Guamuch Flores) i największym zlokalizowanym poza stolicą. Uznawany za jeden z najlepszych i najważniejszych stadionów piłkarskich w kraju. Lokalne media opisują go jako wzorowany na stadionach europejskich.
Obiekt ma sześć szatni, baseny do hydroterapii, loże, salę prasową, kilkanaście stanowisk telewizyjnych i prasowych, a także boisko boczne. Trzy z czterech trybun są zadaszone. Nie ma sztucznego oświetlenia.
Na obiekcie domowe spotkania rozgrywa lokalny zespół Coatepeque FC, który przeniósł się na niego z Estadio Las Gardenias. Na stadionie tymczasowo występują też różne gwatemalskie kluby, które nie mogą chwilowo korzystać ze swoich obiektów.
W listopadzie 2019 na stadionie po raz pierwszy rozegrała swoje spotkanie seniorska reprezentacja Gwatemali. Był to mecz towarzyski z Antiguą i Barbudą (8:0).